# Basilica Porcia
Koordinaten: 41° 53′ 35,9″ N, 12° 29′ 5,3″ O

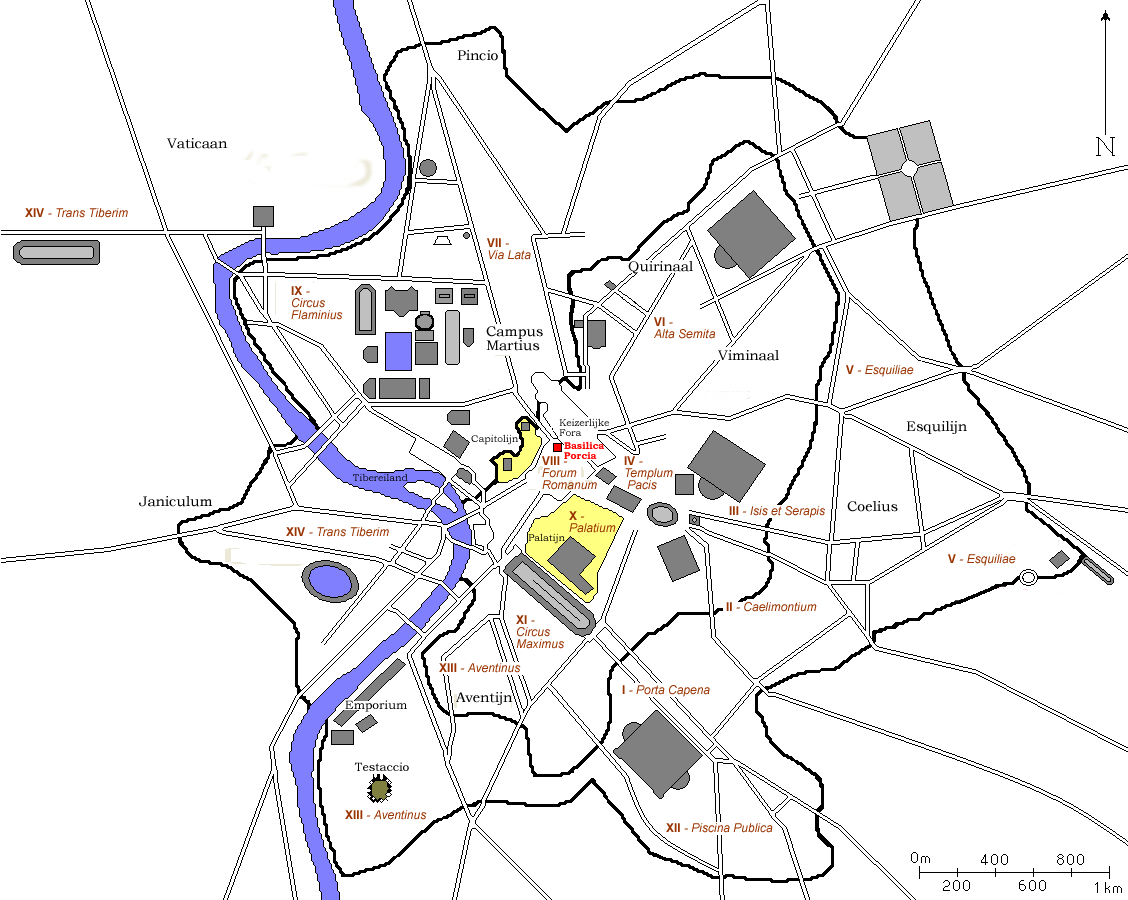
Lage der Basilica Porcia im antiken Rom

Die Basilica Porcia ist die erste datierbare Basilika, ein Gerichts- und Versammlungsgebäude im antiken Rom.
Marcus Porcius Cato ließ sie 184 v. Chr. während seiner Zensur am Comitium direkt neben der Curia Hostilia in Rom erbauen. Cato kaufte dazu zwei private Häuser und einige Geschäfte aus öffentlichen Mitteln, um die Basilika errichten lassen zu können. Das Gebäude wurde für Gerichtssitzungen und Versammlungen genutzt. Das Feuer, das während der Beerdigung von Publius Clodius Pulcher im Jahr 52 v. Chr. ausbrach, zerstörte sowohl die Curia Hostilia als auch die Basilica Porcia.